# 小行星8256
小行星8256，又称为神舟星，是由紫金山天文台在1981年10月25日发现的火星轨道穿越小行星。
小行星8256在2005年3月16日命名为神舟星，以纪念中国首次发射的载人航天飞行器神舟五号成功完成任务。